# St. Simon und Judas (Reken)

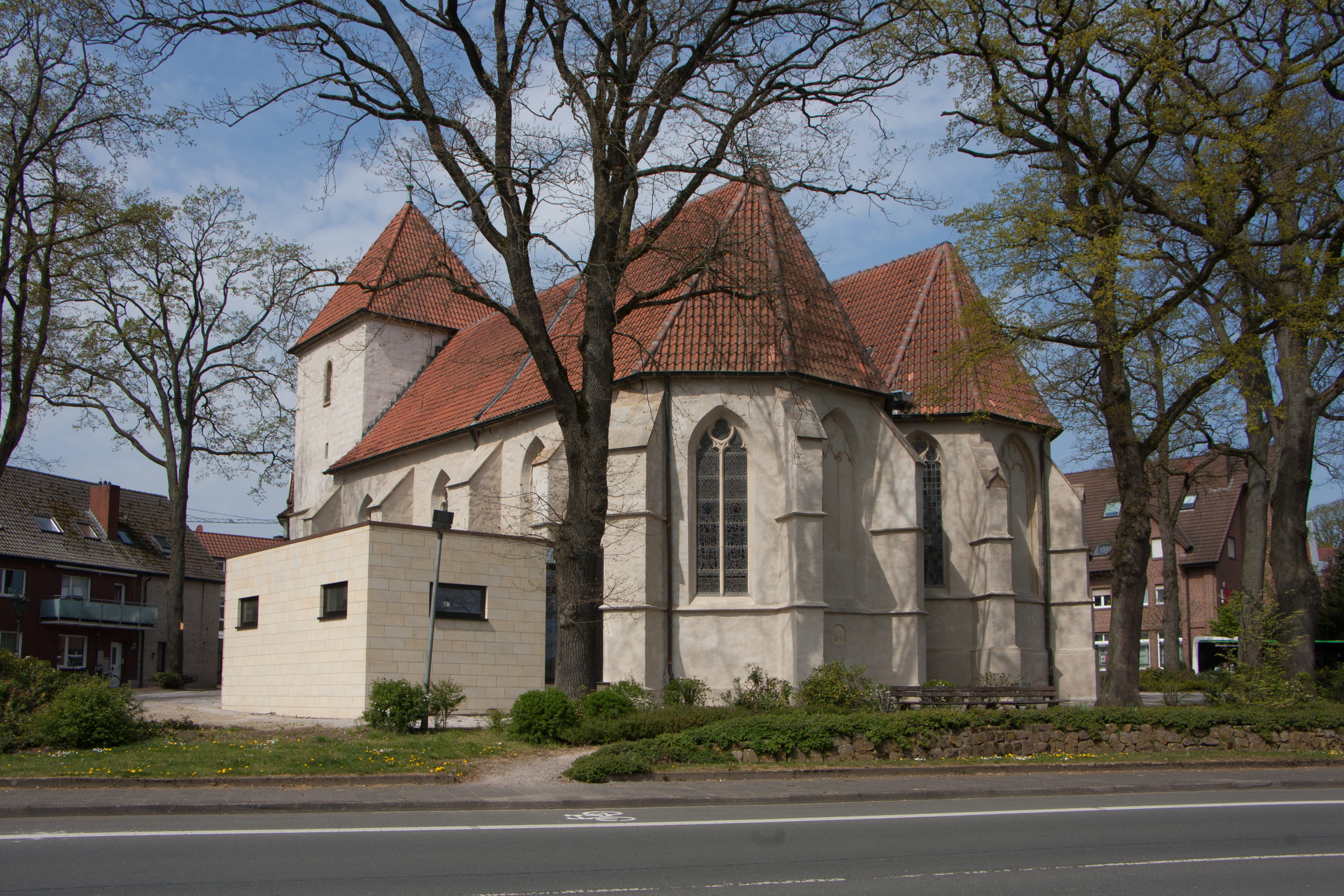
Aktuelle Ansicht von Osten mit neuerrichteter Sakristei.

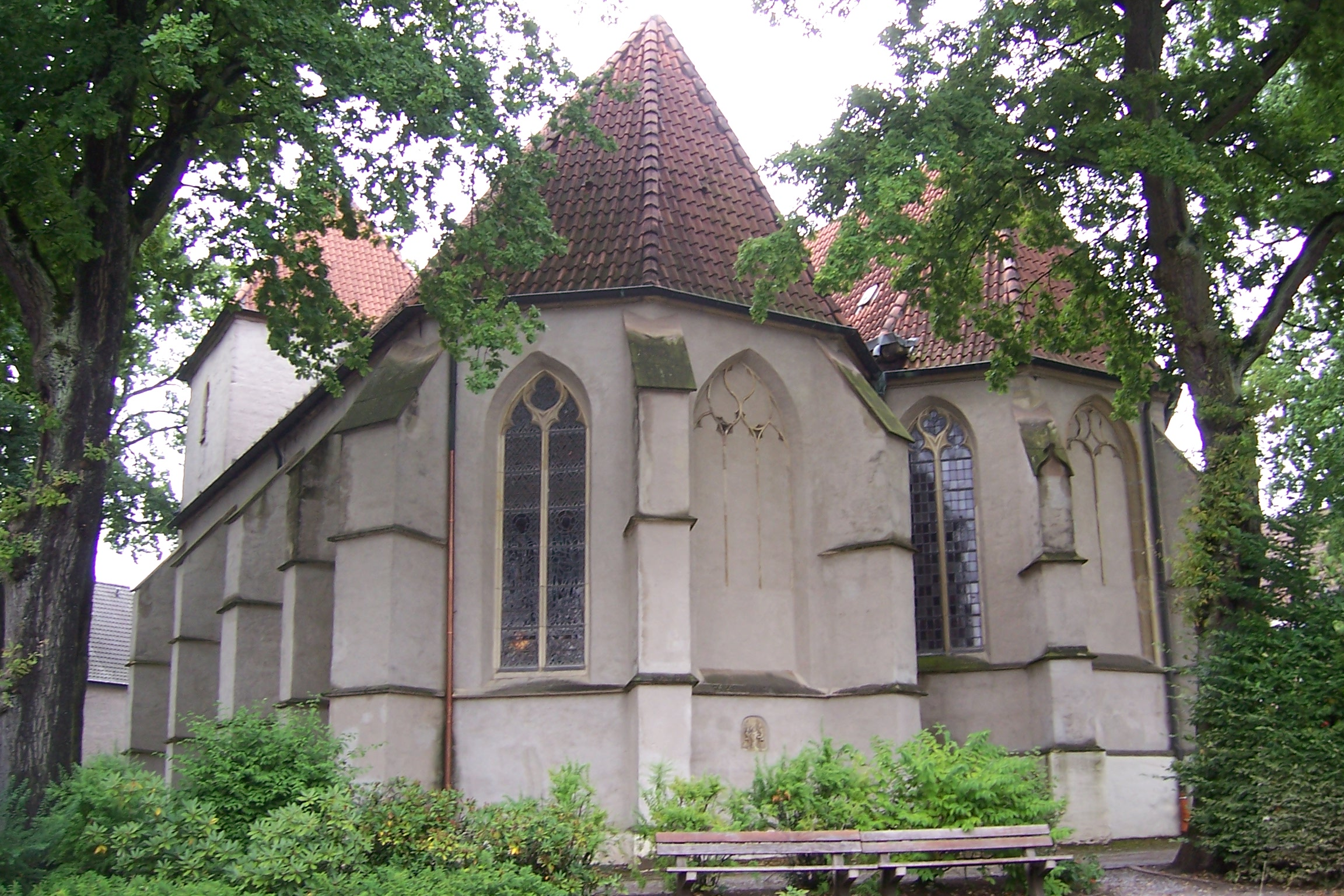
Ansicht von Osten vor Neuerrichtung einer Sakristei; dieses Panorama findet sich in stilisierter Form auf dem Wappen der politischen Gemeinde Reken wieder.

Die Kirche St. Simon und Judas („Alte Kirche Ss. Simon und Judas Reken“, auf das Museum bezogen „Museum Alte Kirche Reken“ / „Sakrales Museum Alte Kirche Reken“) im Rekener Ortsteil Groß-Reken, Kreis Borken in Nordrhein-Westfalen, ist die ehemalige katholische Pfarrkirche des Dorfes. Seit Fertigstellung der neuen, modernen Kirche St. Heinrich ist sie zum einen Teil sakrales Museum, wird aber zum anderen noch für Gottesdienste genutzt.
Die wesentlichen Ausstattungsstücke (barocke Altäre) sind seit ihrer Errichtung original an ihren Standorten verblieben. Ihre besondere Bedeutung erhält die Kirche durch ihre nicht weit verbreitete Zweischiffigkeit und mehr noch durch die Tatsache, dass es sich hier um einen nicht neugotisch erweiterten oder veränderten (ausgestatteten) Kirchbau handelt. Durch historistische Neubauten und anschließenden Abriss der Vorgänger am Ende des 19. Jahrhunderts sind nur vergleichsweise wenige mittelalterliche Dorfkirchen im Münsterland erhalten; zumal diese in der Regel eine historistische Ausstattung erhielten.

## Geschichte der Pfarrei
Die Pfarrei wurde in der zweiten Hälfte des 12. Jahrhunderts von St. Remigius (Borken) abgepfarrt als eine Eigenkirche des Domkapitels Münster. Bereits im 15. Jahrhundert wurde Klein-Reken unter dem Patron St. Antonius Abt eigenständig. Im 20. Jahrhundert entstanden noch die Gemeinden St. Elisabeth (1938/64) und St. Marien (1953/58) im Ortsteil Maria Veen. Seit 2006 bilden diese Gemeinden wieder eine gemeinsame Pfarrei.

## Baugeschichte
Der älteste Teil ist das Untergeschoss des romanischen Turmes von 1200; dessen Obergeschoss entstand um 1300. Daran schließt sich ein gotisches Schiff aus dem 15. Jahrhundert an. Das Nordschiff ist auf 1529 datiert und wird dem Coesfelder Baumeister Henric de Suer zugeschrieben. Bei einer Renovierung in der zweiten Hälfte des 20. Jahrhunderts wurden einige Grabplatten vom Fußboden der Kirche sowie die hölzerne Verkleidung der Seitenaltar-Mensa entfernt; der Verbleib dieser Dinge ist unbekannt. Ebenso wurde eine beide Schiffe (Querausdehnung) und das westliche Joch (Längsausdehnung) umfassende Empore entfernt. Verblieben ist eine Empore im Nordschiff, seitlich des Turmes. Im Jahr 1956 war die Kirche Ss. Simon und Judas Drehort für die ansonsten überwiegend in Klein-Reken gedrehte Komödie „Das Dorf in der Heide“. Dort präsentiert sich die Kirche noch im Zustand vor der Restaurierung, z. B. trennt noch ein Mittelgang die Bankreihen und das Turmportal ist noch nicht geschlossen worden.

## Baubeschreibung
Ss. Simon und Judas ist eine zweischiffige Kirche mit romanischem Turm. Das Südschiff ist gewölbt, umfasst im Langhaus zwei Joche und der Chor ein Joch und den 5/8-Schluss. Das Südschiff ist vierachsig mit ebenfalls einem 5/8-Schluss, aber mit einer Spiegeldecke ausgestattet. An der Wand befindliche Gewölbestützen zeigen, dass ein Gewölbe existierte oder zumindest geplant war. Das Baudatum der Spiegeldecke und der Grund ihrer Errichtung ist nicht überliefert. Seit 2019 befindet sich an der Südseite wieder eine Sakristei, nachdem die Kirche seit dem Abriss der vorigen einige Jahrzehnte ohne Sakristei war. Bei der Renovierung 2019/20 erhielt St. Simon und Judas erstmals eine elektrische Läuteanlage für die Glocken. Die alte Sakristei war ein eingeschossiger Bau mit Satteldach, dessen First 90° zur Längsachse der Kirche angelegt war. Sie war auf annähernd quadratischem Grundriss errichtet, überragte in ihrer Breite die Länge des Chorjoches ein wenig und reichte in ihrer Höhe bis an die Dachtraufe. Giebelseitig befanden sich drei Fensterachsen.

## Ausstattung
- Romanischer Taufstein, dessen oberer Abschnitt im Jahr 1732 barock umgeformt
- Gotisches Chorgestühl
- Barockaltar im Haupt- und Seitenschiff
- Barocke Kommunionbank
- Barocke Kanzel, vermutlich aus der Stiftskirche Vreden;[7] neuer Aufgang; Schalldeckel nicht vorhanden, neugotisches Kanzelkreuz
- Süddeutsche Figuren; eine St. Georg darstellend
- Diverse Statuen z. T. gotisch, für diese Kirche geschaffen, u. a. Johannes Nepomuk (barock)

Auf der Empore im musealen Teil steht eine kleine elektrische Orgel. Unter dieser Orgelbühne befindet sich die Sakristei. Am Seitenaltar sind unterschiedliche Fassungen von einem Restaurator probeweise freigelegt worden und sichtbar belassen; ebenso am Chorgestühl, das jedoch nach Vorbild der ältesten vorgefundenen Version neu gefasst wurde.

## Sakrales Museum
Das sakrale Museum im Nordschiff entstand aus einer temporären Ausstellung und präsentiert überwiegend Vitrinen mit Vasa Sacra, weiterhin einige Bibelfliesen, weiterhin eine niederländisch beschriftete Darstellung der Muttergottes auf einer Wandfliese. Auf der Empore befinden sich Schaukästen mit Andachtsliteratur und Missalien und ein Stück eines barocken Altaraufsatzes aus der St.-Gudula-Kirche in Rhede. Ebenso sind dort Porträts aus dem Jesuitenkolleg Coesfeld. Bemerkenswert ist ein Konvolut holzgeschnitzter gefasster Krippenfiguren aus der ersten Hälfte des 18. Jahrhunderts: drei Könige, eine schwarzhäutige Figur (evtl. Kameltreiber) und zwei Hirten sowie eine kniende Frauengestalt. Sie sind wohl seinerzeit für Ss. Simon und Judas geschaffen worden.
In den Sommermonaten ist das Museum an Sonntagen von 10.00 Uhr bis 12.00 Uhr geöffnet.